# スーパーシフト

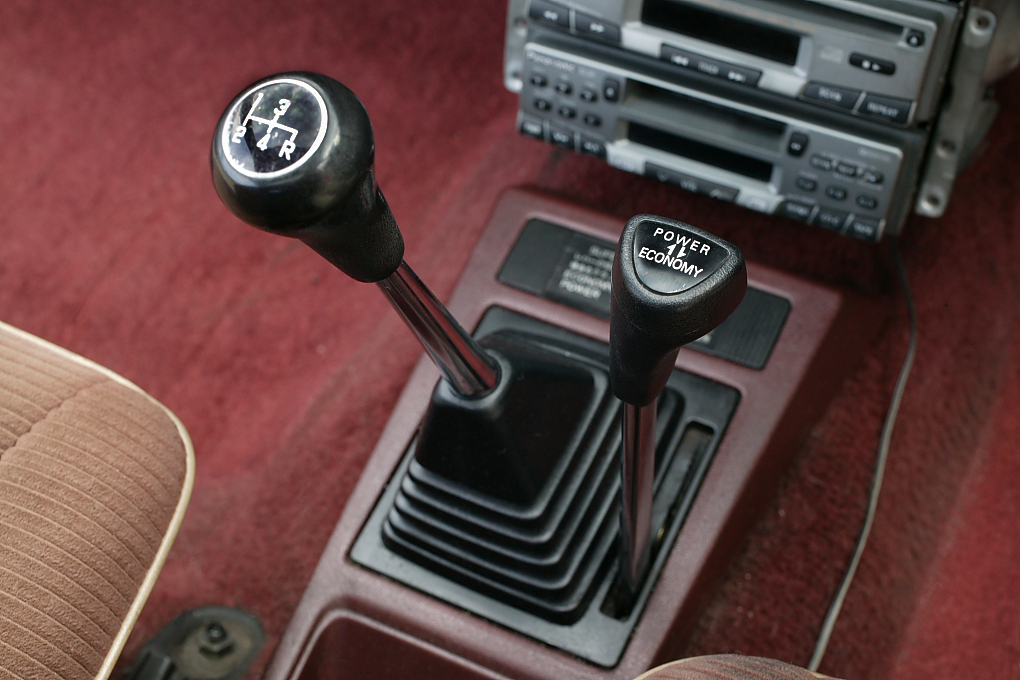
三菱・コルディアのスーパーシフト・トランスミッションレバー

スーパーシフト（Super Shift、スーパーシフト4x2）は、1977年に三菱自動車工業によって開発された副変速機付マニュアルトランスアクスルトランスミッションである。1970年代末期から1990年代初頭にかけて一部の三菱車で使用され、4x2配置の8速トランスミッションという点で珍しいトランスミッションであった。マニュアルトランスミッションにオーバードライブ装置が組み合わせれており、この種の量産車では比較的珍しい。

## 概要
スーパーシフトトランスミッションは、三菱初の前輪駆動車である初代三菱・ミラージュに搭載されることを前提に、標準的な4速マニュアルトランスミッションから開発された。エンジンの真下にマウントされるため、クラッチからパワーを降ろす必要がある。この時、ギアボックスは必要な方向と逆方向に回転してしまうため、直接的にこれを行うのは不可能であり、したがって、追加の「アイドル」シャフトを使う必要がある。その後に、このシャフトを別の2速ギアボックスとして改良することができることに気付いた。この追加ギアボックスは乗員室内の主ギアシフトレバーの隣りにマウントされた2本目のシフトレバーによって制御される。
これによりトランスミッションは、典型的な4速「H」パターンシフト機構と追加の2速「ハイ-ロー」セレクタから成る8速シフトが可能となった。2速セレクタは後退時にも使用可能であった。大半の車では、2速セレクタは低いレンジが「Power」、高いレンジが「Economy」と表示されていた。一部の車では、低いレンジは星印で、高いレンジは「E」と表示されていた。ダッシュボードの指示灯装置により、どちらのモードが選択されているかが明示されていた。
実際面では、8速全てを使うためには、両方のギアレバーを同時に動かす必要があったため非常に困難であった。ギアチェンジの一部は両手を使わなければほとんど不可能であった。多くの所有者は大半の時間は低い「Power」モードにトランスミッションを固定して使い、4速の時に「5速」を作り出したい時にのみ高い「Economy」モードを選択するために2番セレクタを使用した。
スーパーシフトトランスミッションの製造終了に関しては1990年にトレディア、およびコルディアの生産終了に併せる形で製造終了となった。

## 採用車種
- 三菱・ミラージュ
- 三菱・コルト
- 三菱・コルディア
- 三菱・トレディア
- 三菱・シャリオ